# Vespella de Gaià
Vespella de Gaià è un comune spagnolo di 210 abitanti situato nella comunità autonoma della Catalogna.